# Фабри, Родриго
Родриго Фабри (порт.-браз. Rodrigo Fabri; род. 15 января 1976 года, Санту-Андре, штат Сан-Паулу) — бразильский футболист, выступавший на позиции полузащитника. В начале своей карьеры был известен просто как Родриго. Его стали называть полным именем с 2001 года после перехода в «Гремио», чтобы избежать путаницы с его товарищем по команде Родриго Мендесом.

## Карьера

### «Португеза»
Он начал свою карьеру в «Португеза Деспортос», где провёл одни из лучших своих сезонов. Родриго был вице-чемпионом Лиги Паулиста в 1995 году, однако команда играла нестабильно и финишировала лишь на десятом месте в Серии A.
В 1996 году Родриго ждал больший успех: «Португеза» после третьего места в Лиге Паулиста заняла второе место в чемпионате, причём команда до последних туров боролась за чемпионство. Тем не менее, это был лучший результат в истории клуба. Родриго, в свою очередь, был награждён Серебряным мячом от журнала «Placar» как один из лучших полузащитников турнира и, в конце концов, был вызван в сборную Бразилии.
В следующем году команда продемонстрировала более слабую игру и не была в состоянии претендовать на медали, «Португеза» уступила в полуфинале плей-офф. Тем не менее, Родриго снова выделился и выиграл свой второй Серебряный мяч как лучший игрок своей позиции.
В том же году он сыграл на Кубке конфедераций в Саудовской Аравии, победа, хоть и в качестве резервиста, принесла Родриго первый титул в карьере.

### «Реал Мадрид» и аренды
Родриго вызвал интерес в Европе. «Лацио» изъявило желание подписать контракт совместного владения с «Португезой» для того, чтобы приобрести его. Однако Родриго уже в начале 1998 года подписал контракт с «Реал Мадридом», в нём также был заинтересован «Депортиво Ла-Корунья», один из грандов испанского футбола на то время.
Родриго не сразу дебютировал за новый клуб, который отправил его в аренду во «Фламенго» на первое полугодие 1998 года. Играя вместе с Ромарио, Родриго не получал столько же внимания, команда в целом была слабой в то время и не добилась успеха ни в Лиге Кариока, ни на турнире Рио-Сан-Паулу, хотя некоторые футболисты клуба играли на чемпионате мира 1998 года. Во второй половине сезона Родриго наконец вернулся в «Реал Мадрид». Однако он не задержался в Мадриде, будучи в первой половине 1999 года отданным в аренду бразильскому «Сантосу», где Родриго сыграл всего три матча. Он вернулся в Испанию во второй половине сезона 1999/2000. В планах столичного клуба было снова отдать его в аренду, на этот раз в другой клуб Ла Лиги, «Реал Вальядолид».
В своём новом клубе Родриго стал игроком основы; «Вальядолид» финишировал восьмым, всего на девять очков отстав от «Реала», который также хорошо провёл сезон. Однако этого оказалось недостаточно, чтобы убедить «Реал Мадрид» в хороших игровых качествах Родриго, «Бланкос» предпочли ему аргентинца Сантьяго Солари, который и стал ключевым игроком «Реала» в кампании, которая привела клуб к очередному чемпионству. Фабри, в свою очередь, был отдан в аренду «Спортингу» из Португалии, за который сыграл 14 матчей.
После сезона 2000/01 он вернулся в Бразилию на правах аренды на этот раз в «Гремио».

### «Гремио»
Родриго перешёл в «Гремио» в сезоне 2001 года, но ему мешали травмы и недостаток физической подготовки. В начале 2002 года в Лиге Гаушу продолжалось соперничество между «Интернасьоналом» и «Гремио». Худшее случилось в июле: Родриго не забил решающий пенальти в полуфинальном матче Кубка Либертадорес против «Олимпия Асунсьон», в результате чего команда из Парагвая вышла в финал, а в итоге — стала победителем турнира.
В чемпионате Бразилии 2002 года, однако, Родриго восстановил былую форму времён его игр за «Португезу». Через две недели после вылета из Кубка Либертадорес он сделал хет-трик в игре против «Коринтианс». Два других хет-трика Фабри оформил в матчах против «Витория Салвадор» и «Пайсанду Белен». Родриго закончил турнир как один из лучших бомбардиров с 19 голами (наряду с Луисом Фабиано) и помог команде выйти в Кубок Либертадорес («Коринтианс» уже забронировали себе место, выиграв кубок Бразилии по футболу, а «Гремио» вышло в турнир с третьего места в чемпионате). Родриго стал кумиром болельщиков.
Родриго получил свой третий Серебряный мяч, на этот раз в качестве нападающего. В полузащите Родриго также был одним из лучших, уступая лишь игроку «Сан-Паулу», Кака, и Рамону из «Васко да Гама». В следующем году клуб уступил в Лиге Гаушу «Интеру» и «XV ноября Кампу-Бон»). Хотя клуб взял реванш на континентальной арене, выбив «Олимпию» в 1/8 финала, «Гремио» вылетело уже в следующем раунде, пропустив решающий гол в конце матча против «Индепендьенте Медельин».

### Дальнейшая карьера
Хотя Родриго практически не играл за «Реал Мадрид», он получал зарплату от «Галактикос», контракт с которыми был рассчитан на шесть лет. По истечении срока договора Родриго в 2003 году перешёл в «Атлетико Мадрид», но провёл только один сезон с «Рохобланкос», в июле 2004 года он играл уже в другом «Атлетико», на этот раз бразильском. Родриго был в хорошей форме на фоне остальной команды и помог клубу избежать вылета в 2004 году. «Атлетико Минейро», однако покинул элиту уже в следующем году.
В начале января 2006 года Фабри был куплен «Сан-Паулу». Клуб играл стабильно и качественно, и Родриго не сделал никакого существенного вклада в укрепление состава, он сыграл всего шесть матчей в сезоне. Без возможности проявить себя в феврале следующего года Родриго покинул команду, не желая играть за дубль. Его новым клубом стала «Паулиста», но в итоге команда из Жундиаи была понижена в Серию С.
В поисках нового клуба Родриго в начале 2008 года перешёл в «Фигейренсе», с которым выиграл Лигу Катариненсе. Однако в течение года он не смог утвердиться в команде, которая вылетела из Серии A после семи лет в элите. У Фабри были мысли о завершении карьеры.
В 2009 году он подписал контракт с командой из своего родного города, «Санту-Андре», чтобы играть в Серии А. После окончания сезона, по итогам которого его клуб снова был понижен, Родриго решил уйти в отставку в связи с многочисленными травмами, от которых он страдал.